# Wolfgang Krebs (Schauspieler)
Wolfgang Krebs (* 4. Dezember 1959 in Frankfurt am Main) ist ein deutscher Theaterschauspieler, Schauspieldozent und Regisseur.

## Leben
Seine Ausbildung absolvierte er an der Tanz- und Theaterwerkstatt Fée Reichelt in Frankfurt am Main, an der École de Mime Dramatique de Paris und an der École de Formation Théâtrale von Philippe Gaulier in Paris sowie am Burlesk Center von Pierre Byland in der Schweiz.
Von 1989 bis 1999 lebte er in Italien, wo er u. a. mit der „Compagnia Drammatico Vegetale“ aus Ravenna, der „Compagnia Il Dottor Bostik“ aus Turin, dem „Essenza Teatro“ aus Novara, der „Limelight Theatre Company“ aus Mailand und dem „Teatro Studio Marchetti“ aus Verbania zusammenarbeitete.
Seit 2000 ist er wieder vorwiegend in Deutschland auf der Bühne zu sehen und war Mitbegründer der Schauspielschule Regensburg, die er von 2001 bis Sommer 2007 leitete. 
Mit seiner zweiten Frau Vicky Müller-Toùssa hat er verschiedene Theaterproduktionen von 2002 bis 2011 realisiert. Nach der Trennung, im November 2012, eröffnet er das Schlosstheater Thurnau, an dem er seitdem als Intendant, Schauspieler und Regisseur arbeitet.

## Engagements
- 1990–1992: Compagnia Drammatico Vegetale, Ravenna
- 1993–1996: Compagnia Il Dottor Bostik, Turin
- 1995–1999: Essenza Teatro, Novara
- 1996–1997: Limelight Theatre Company, Mailand
- 1997: Teatro Studio Marchetti, Verbania
- 2000: Teatro Studio Marchetti, Verbania
- seit 2003: Coccodrillo Theater, Regensburg
- 2004: Teatro Studio Marchetti, Verbania
- 2004: Mascado, Regensburg
- 2006–2007: Landesbühne Oberfranken
- 2007–2010: Kinder-Kultur-ABO
- 2010–2013: Tukan Theater
- seit 2012: Schlosstheater Thurnau

## Theater & Regie
- 1987: „Alphonse“ von Wolfgang Krebs und Oskar Mahler vom Klappmaul Theater, Frankfurt a. M.
- 1988: „Die Abfahrt“ ein Kindertheaterstück von Wolfgang Krebs und Oskar Mahler, Compagnia Drammatico Vegetale, Ravenna
- 1990: „Non é Pinocchio – é una bugia“ nach Carlo Collodi, Regie: Pierro Fenati, Compagnia Il Dottor Bostik, Turin
- 1993: „Orlando Gauloise – il re dei funamboli“ von Wolfgang Krebs und Dino Arru, Compagnia Il Dottor Bostik, Turin
- 1994: „Nessun Dorma“ von Dino Arru, Regie: Dino Arru
- 1996: „The Elefant Man“ von Bernard Pomerance, Regie: Alberto Bertolotti, Limelight Theatre Company, Mailand
- 1997: „Alphonse – Da Capo alla Fine“ von Wolfgang Krebs und Oskar Mahler
- 1997: „La Piazza“ von Wolfgang Krebs und Alessandro Marchetti, Regie: Alessandro Marchetti
- 1998: „Titanic“ von Gianni Dalbell, Regie: Gianni Dalbello, Essenza Teatro, Novara
- 1999: „Apocalipsis“ von Gianni Dalbello, Regie: Gianni Dalbello, Essenza Teatro, Novara
- 2000: „Le 11 Passioni dell’anima secondo Tommaso d’Aquino“, von Patrick Berger, Wolfgang Krebs und Alessandro Marchetti
- 2002: „Romeo und Julia“ von William Shakespeare, Rolle: Pater Lorenzo, Regie: Chris Hayes
- 2004: „Lilli’s Zirkus“ von Till Rickelt, Regie: Till Rickelt, Coccodrillo Theater Regensburg
- 2004: „Pierrot Lunaire“ nach einer Musik von Otto Vrieslander, Regie: Alessandro Marchetti, Teatro Studio Marchetti, Verbania
- 2004: „Don Quijote“ nach Miguel de Cervantes, Text: Peter Klewitz, Regie: Wolfgang Krebs, Mascado Regensburg
- 2006: „Klick, Bing und Boing“, Regie: Till Rickelt, Coccodrillo Theater Regensburg
- 2006: „Pantalone und Colombina“ von W. A. Mozart, Landesbühne Oberfranken
- 2006: „Der Diener zweier Herren“ von Carlo Goldoni, Regie: Wolfgang Krebs, Landesbühne Oberfranken
- 2008: „Die Piratenlissy“ nach Ursel Scheffler, UA 2008, Kinder-Kultur-Abo
- 2008: „Movie Star“ ein pantomimisches Maskentheater von und mit Vassiliki Toùssa und Wolfgang Krebs, UA 2008
- 2010: „Der verborgene Schatz“ von Paul Maar, UA 2010 in Zeil am Main, Kinder-Kultur-Abo
- 2010: „30 Silberlinge“ von Rüdiger Baumann, UA 2010 in Kulmbach
- 2010: „Das fliegende Kamel“ von und mit Paul Maar, musikalisch-literarische Reise in das Land des Nasreddin Hodscha, mit Capella Antiqua Bambergensis, UA 2010 im Schloss Wernsdorf
- 2011: „Johann von Po entdeckt Amerika“ von Dario Fo, Tukan Theater
- 2012: „Novecento - Die Legende vom Ozeanpianisten“ von Alessandro Baricco, Regie: János Kapitány
- 2013: „Allein in der Sauna“ von Frank Pinkus, Regie: Nico Jilka
- 2013: „Achterbahn“ von Eric Assous, Regie: Nico Jilka
- 2014: „Hand aufs Herz“ von Rainer Furch, Regie: Nico Jilka
- 2014: „Dinner for One - wie alles begann“ von Volker Heumann
- 2014: „Erich Kästner Abend - wir sind so frei“, Regie: Wolfgang Krebs
- 2015: „Unsere Frauen“ von Eric Assous, Regie: Wolfgang Krebs
- 2015: „Joachim Ringelnatz Abend“ von Wolfgang Krebs
- 2016: „Venedig im Schnee“ von Gilles Dyrek, Regie: Nico Jilka
- 2016: „Wilhelm Busch Abend“ von Wolfgang Krebs
- 2017: „Was Don Quijote gerne verschwieg“ von Heike Schwandt, Regie: Wolfgang Krebs
- 2017: „Anderthalb Stunden zu spät“ von Gérald Sibleyras, Regie: Wolfgang Krebs
- 2017: „Bezahlt wird nicht“ von Dario Fo, Regie: Wolfgang Krebs
- 2017: „Das Abschiedsdinner“ von Matthieu Delaporte, Regie: Wolfgang Krebs
- 2017: „Interview mit dem Weihnachtsmann“ von Erich Kästner
- 2018: „Humor liegt in der Luft“ von Wolfgang Krebs
- 2018: „Leben bis Männer oder Der Fußballtrainer“ von Thomas Brussig, Regie: Till Rickelt
- 2018: „Frau Müller muss weg“ von Lutz Hübner, Regie: Frank Strohbelt
- 2018: „Paarungen“ von Eric Assous, Regie: Wolfgang Krebs

## Filmografie
- 2000: „Nando dell’Andromeda“, u. a. mit Nino Castelnuovo, Regie: Vanni Vallino, Produktion: Imagine, Novara
- 2005: „Fluchtversuch“, Regie: Eric Grun, Produktion: Chaos Film, Regensburg
- 2013: „Salonwagen 10242 - Mit den Kanzlern unterwegs“ Regie: Axel Klawuhn, Produktion: Kama Media, Kulmbach
- 2014: „Die Flucht“, Regie: Andreas Spitz, Produktion: Monchilicious
- 2017: „The Happy Prince“, Regie: Rupert Everett, Produktion: BBC Films, Cine Plus Filmproduktion, Entre Chien et Loup, Maze Pictures, Palomar, Robert Fox Limited
- 2017: „5 Freunde und das Tal der Dinosaurier“, Regie: Mike Marzuk, Produktion: SamFilm, Constantin Film Produktion